# Machuella lineata
Machuella lineata är en kvalsterart som beskrevs av Hammer 1973. Machuella lineata ingår i släktet Machuella och familjen Machuellidae. Inga underarter finns listade i Catalogue of Life.